# Tholera kovacsi
Tholera kovacsi är en fjärilsart som beskrevs av Szent-ivany 1943. Tholera kovacsi ingår i släktet Tholera och familjen nattflyn. Inga underarter finns listade i Catalogue of Life.